# Danshögarna

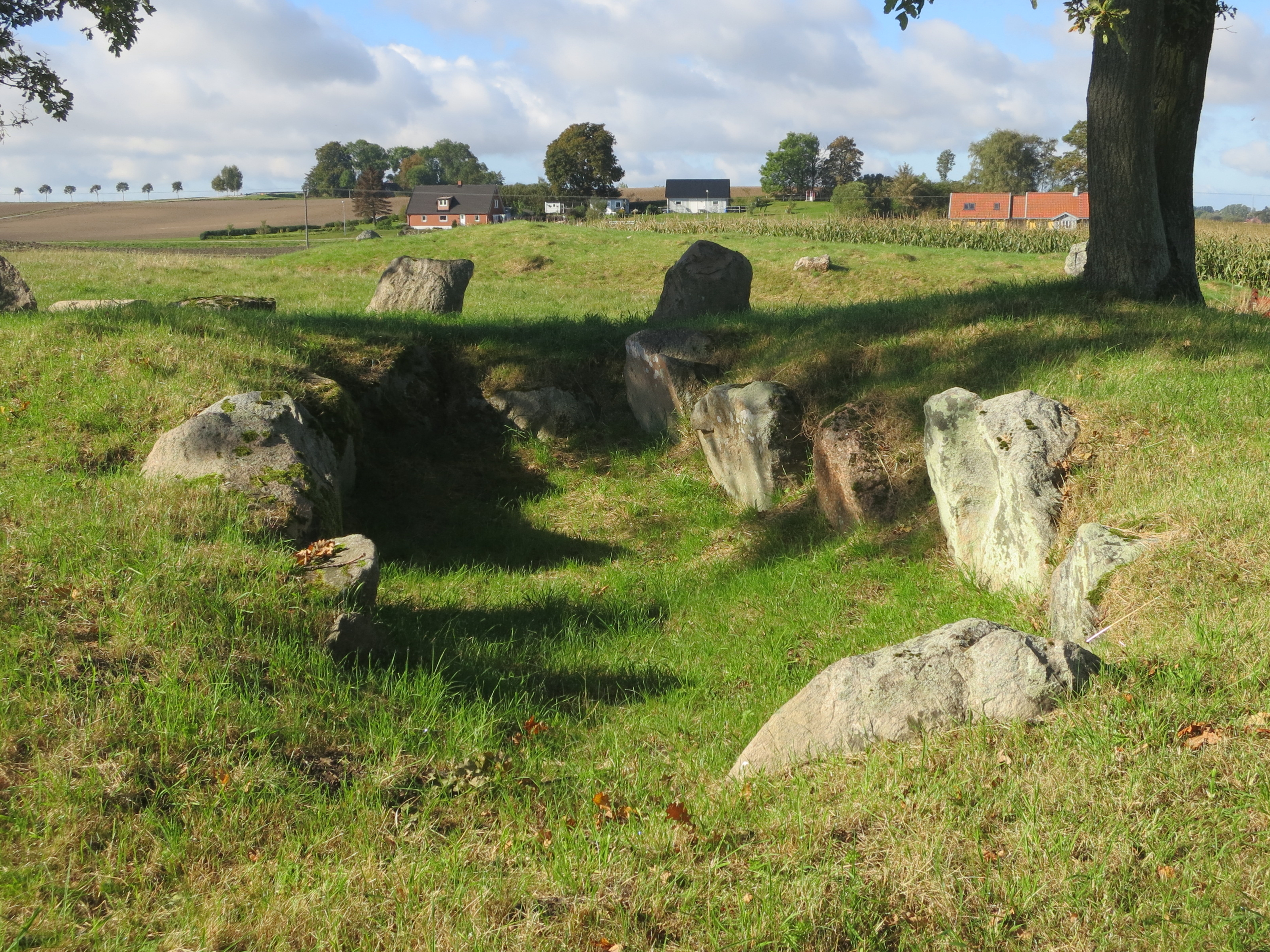
Kammer des Gangrabes

Danshögarna (auch Dans högar) ist eine Denkmalgruppe in der Kirchengemeinde Västra Hoby bei Kävlinge in Schonen in Schweden. Sie liegt zwischen Kävlinge und der Västra Hoby Kyrka, etwa 150 Meter südlich des Kävlingeån.
Es gibt drei Großsteingräber aus der Jungsteinzeit, zwei Långdösar (die Langdolmen von Västra Hoby – RAÄ-Nr. Västra Hoby 4:1 und Västra Hoby 3:1) sowie das Ganggrab (schwedisch Gånggrift).

## Das Ganggrab
Das Ganggrab (Västra Hoby 3-2) befindet sich in einem etwa 15 m langen Hügel. Die rechteckige Kammer misst 6,3 × 2,1 Meter und wird von 13 (ursprünglich 14) Tragsteinen gebildet. Die Decksteine wurden etwa 1850 entfernt. Im Südosten führt ein etwa 5,0 m langer, aus fünf Tragsteinpaaren gebildeter Gang in die Kammer. Der Rundhügel ist von 15 Randsteinen gefasst. In dem Grab wurden neolithische Tonlöffel gefunden.